# Жљеб (планина)
Планина Жљеб је смештена на простору између југозапада Србије и источне Црне Горе. Она представља део ланца масива Проклетија, који се пружа између Хајле и Мокре Горе. На падинама планине Жљеб извире река Бели Дрим. Жљеб такође ствара један од источних делова Руговске клисуре. На планини Жљеб су два висока импресивна врха - виши је Русолија, висок 2382 метара, док нижи носи име Жљеб, висок 2365 метара. Русолија је прекривена бујним шумама и ливадама, које окужује њен врх. 